# 小杉左近
小杉 左近（こすぎ さこん）は、戦国時代の武将。実名は不明。甲斐武田氏の近習を務めた。「家康に過ぎたるものが」から始まる有名な狂歌を書いたとされている。

## 略歴
元亀3年（1572年）10月12日、武田信玄は織田信長、徳川家康を討って上洛を果たす為に躑躅ヶ崎館を出陣した。この出陣の前に信玄は山県昌景率いる別働隊5000を三河国に、秋山虎繁率いる伊那衆を美濃国へと派遣した。北条氏政からの援軍も合わせた総勢3万の軍勢で武田軍は徳川領に侵入。山県昌景の手によって山家三方衆は降伏、また井平城、只来城、飯田城、秋山信友の手によって岩付城が陥落、そして天野景貫の犬居城も降伏し、状況は武田方が優勢に、反対に徳川方が大きく劣勢となった。武田軍の動静を測るため、家康は内藤信成、本多忠勝を威力偵察として行かせ、家康自身も3000の軍勢を率いて浜松城を出陣した。だが、偵察のはずであった内藤・本多隊と武田軍の軍勢が遭遇した。
偶然の遭遇戦で陣形もまだ整えきっておらず、坂の下で不利な地形にいる徳川軍に対し、武田方の馬場信春が突撃すると同時に逃げ道を塞ごうとした。対する内藤・本多勢は撤退したが、追いつかれてしまった。本多忠勝は、本隊と内藤隊を逃がす為、自ら殿（しんがり）を引き受けた。前から突撃してくる馬場隊に本多隊は3陣の内第2陣まで突き崩された。本多隊は坂の下で退路を塞いでいる敵隊に正面から突入する、いわゆる敵中突破での戦場離脱を図った。この隊の隊長は部下に、本多隊に道を空けるよう指示した。
本多忠勝はその隊の隊長に対し、「武士の情けを心得ているお方とお見受けする、名を伺いたい」と問うた。これに対し、隊の隊長は「小杉左近にござる。わしの気が変わらぬうちに早う行かれよ」と答えた。
後日、一言坂に狂歌でつづられた落書が落ちていた。
「家康ニ過ギタルモノガ二ツアリ、唐ノ頭ニ本多平八」
書いたのはほかならぬ小杉左近であった。この落書で本多忠勝の武名は近隣に轟いたとされる。ただし後世の研究において、別人が書いたとされている。
なお、この坂の上での戦いを一言坂の戦いといい、三方ヶ原の戦いの前哨戦にあたる。